# Antoine Gouan
Antoine Gouan (n. 15 noiembrie 1733, Montpellier – d. 1 septembrie 1821, Montpellier) a fost un medic, botanist, ihtiolog, micolog precum profesor universitar francez și primul care a introdus taxonomia lui Linné în Franța. Abrevierea numelui său în cărți științifice este Gouan.

## Biografie

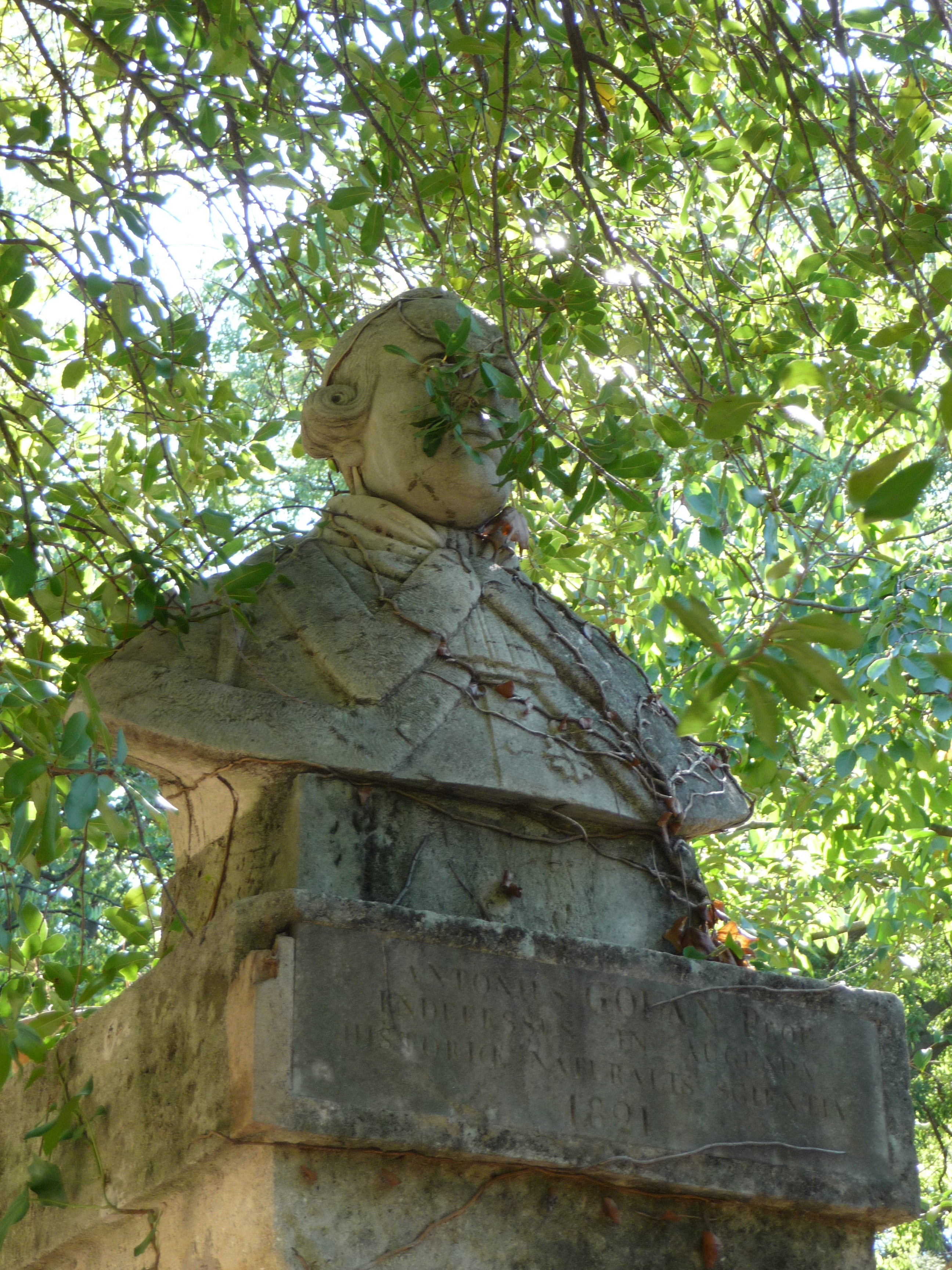
Bustul lui Antoine Gouan în grădina botanică din Montpellier

Fiul avocatului și consilierului principal la Cour des Comptes („Curtea de Conturi”) Jean-Guillaume Gouan (n. 26 aprilie 1708), dintr-o familie originară din Saint-Gilles și al Annei Salavy, a fost primit student la „Colegiul Iezuiților” din Toulouse în 1844, pe care l-a absolvit-o cu diploma în „maestru de arte”. Apoi s-a înmatriculat pentru un studiu de medicină la Universitatea din Montpellier în 1749. La 19 februarie 1752 a primit titlul de absolvent al Baccalauréat universitaire, apoi, pe ziua de 8 iulie al anului, a fost licențiat, iar doctoratul l-a luat în ziua de 25 august 1752, profesorul lui fiind pe atunci renumitul Pierre Magnol (1638-1715). Vrând neapărat de a se perfecționa, a început să elaboreze practica medicală sub tutela medicului șef Jacques Serané în spitalul Saint-Éloi din Montpellier, dar suferința cotidiană a pacienților l-a copleșit. Astfel, după ce fusese interesat deja cu ani înainte în științele naturale, s-a dedicat pe deplin acestei materii pentru viitor. În consecință a fost admis la academia orașului ca asistent de botanică în 1757. În plus față unor activități din zoologie, el s-a preocupat principal cu botanica. Prin Sauvages de Lacroix a început să coopereze cu Carl von Linné la sfârșitul anilor 1750, cui i-a trimis mereu insecte solicitate. Linné l-a descris în scrisorile sale drept „corespondentul cel mai prețuit”. Pe lângă Linné a dus o conversație intensă între alții cu renumiții oameni de știință Ambroise Marie François Joseph Palisot de Beauvois, Jean-Guillaume Bruguière (1750-1798), Joseph Dombey (1742-1794), Albrecht von Haller (1708-1777), Jean-Jacques Rousseau (1712-1778), (1752-1820) și Carl Peter Thunberg (1743-1828)
În 1762 a publicat un catalog de plante din grădina botanică în Montpellier, pe care l-a numit Hortus regius monspeliensis. Acest catalog a fost prima lucrare botanică din Franța bazată pe nomenclatorul biologic al lui Carl von Linné. Trei ani mai târziu, în 1765, a publicat Flora Monspeliaca. În 1770 a apărut Historia Piscicum, o lucrare ihtiologică care a mărit semnificativ numărul de pești din sistematica lui Linné. Dar savantul s-a interesat de asemenea pentru speciile ciupercilor, astfel a fost primul care a descris specia Grifola frondosa sub denumirea Agaricus cristatus deja în 1762. Mai departe a fost renumit pentru colecția sa de alge maritime recoltate în împrejurimea de Marseille.
În 1766 a devenit succesor al lui François Boissier de Sauvages de Lacroix (1706-1767) drept profesor de botanică la facultatea de medicină a universității din Montpellier.  
Mai târziu, în 1794, Gouan a obținut în plus conducerea grădinii regale, azi „Grădina Națională” din Montpellier. Dar din păcate a căpătat din ce în ce mai mari problemele de vedere care l-au forțat să renunțe la diferitele sale funcții puțin câte puțin. Mai este raportat că Gouan a plantat primul Ginkgo biloba în Franța care se mai dezvoltă încă în prezent (2018) în grădina botanică din Montpellier. Această plantă a fost adusă de fostul lui elev și profesor de botanică Pierre Marie Auguste Broussonet după întoarcerea lui de la Londra în august 1782. Din cauza problemelor sale cu ochii, ultima s-a publicație a fost în 1804. Încă odată, în 1807, a ieși public, atunci când după moartea lui Broussonnet, titular al catedrei de botanică la Facultatea de Medicină și absolvent al lui Gouan, a încercat să se opună numirii lui Augustin Pyramus de Candolle (1778-1841). Apoi s-a retras în permanență și a decedat, aproape orb, la vârsta înaintată de 87 de ani în casa lui din oraș.
Referințele pentru biografie:

## Onoruri
Gouan a fost membru multor societăți științifice, între altele a fost numit membru străin al Societății Lineane din Londra (1783) precum membru al Academiei Regale Suedeze de Științe (1790).

## Genuri și specii descrise de Gouan
Savantul a descris în total 351 de genuri și specii de fosile, pești, plante și bureți, de văzut aici: În următor sunt listate câteva genuri și specii prim-descrise de el:
| - Acanthopterygii Gouan (1770), subordin - Adenostyles alliariae (Gouan) A.Kern (1871), Asteraceae - Aeluropus littoralis (Gouan) Parl. (1843), Poaceae - Alopecurus ventricosus (Gouan) Hudson (1778), Poaceae - Anthyllis flava Gouan (1773), Fabaceae - Aquilegia viscosa Gouan (1773), Ranunculaceae - Brassica tournefortii Gouan (1773), Brassicaceae - Bupleurum spinosum Gouan (1773), Apiaceae - Cacalia alliariae Gouan (1773), Asteraceae - Conopodium majus (Gouan) Loret & Barrandon (1886) Apiaceae | - Eryngium bourgatii Gouan (1773), Apiaceae - FeniculFoeniculum vulgare (Gouan) Mill., (1761) Apiaceae - Gastridium ventricosum (Gouan) Schinz (1840), Poaceae - Grifola frondosa (Gouan : (Dicks.) Gray (1821), Meripilaceae - Indigofera articulata Gouan (1773), Fabaceae - Leontodon pyrenaicus Gouan (1773), Asteraceae - Lepadogaster, gen, Gouan (1770), Gobiesocidae - Lepidopus, gen, Gouan (1770), Trichiuridae - Lasiospora hirsuta (Gouan) Cass., (1813), Plantaginacee - Limonium bellidifolium (Gouan) Durmot. (1823), Plumbaginaceae | - Narcissus hispanicus Gouan (1773), Amaryllidaceae - Ophrys lutea (Gouan) Antonio José Cavanilles (1793), Orchidaceae - Psilurus incurvus (Gouan) Schinz (1840), Poaceae - Salix pyrenaica Gouan (1773), Salicaceae - Selinum pyrenaeum (L.) Gouan (1773), Apiaceae - Sphenopus divaricatus (Gouan) Rchb., (1832), Poaceae - Stachys monnieri Gouan (1773), Lamiaceae - Tamus racemosa Gouan (1773), Dioscoreaceae - Trachipterus, gen, Gouan (1770), Trachipteridae - Veronica ponae Gouan (1773), Plantaginaceae |

## Specii dedicate în onoarea savantului (selecție)
| - Allium gouanii G.Don (1827), Alliaceae - Apargia gouanii Schleich. (1821), Asteraceae - Baccharis gouanii (L.) Desf. (1804), (Asteraceae) - Carduus gouanii Steud. (1821), Asteraceae - Cnicus gouanii Willd. (1821), Asteraceae - Conyza gouanii Blanco (1837), Asteraceae - Daucus gouanii Nyman (1855), Apiaceae - Dimorphanthes gouanii Cass. (1818), Asteraceae - Edemias gouanii Raf. (1837), Asteraceae - Hieracium gouanii Arv.-Touv. (1912), Asteraceae - Jurinea gouanii Rouy (1905), Asteraceae - Lathyrus gouanii Rouy (1899), Leguminosae | - (Asteraceae) Leontodon gouanii Hegetschw. (1840), Asteraceae - Marsea gouanii Hiern (1896), Asteraceae - Narcissus gouanii Roth (1798), Amaryllidaceae - Pimpinella gouanii (W.D.J.Koch) Benth. & Hook.f. ex B.D.Jacks. (1894), Apiaceae - Plantago gouanii J.F.Gmel. (1791), Plantaginaceae - Plumeria gouanii (D.Don) G.Don. (1838), Apocynaceae - Queltia gouanii Haw. (1832), Amaryllidaceae - Ranunculus gouanii Lecoq & Lamotte (1847), Ranunculaceae - Schismus gouanii Trin. (1820), Poaceae - Seseli gouanii Koch (1831), Apiaceae - Sphenopus gouanii Trin. (1820), Poaceae - Veronica gouanii Moretti (1822), Scrophulariaceae |

## Publicații (selecție)
- Flora Monspeliaca, sistens plantas, ad sua genera relatas et hybrida methodo disgestas etc., Lugdunum (Lyon) 1750
- Hortus Regius Monspeliensis sistens plantas tumindigenus tum exoticas, Editura Fratres de Tournes, Lugdunum 1762
- Flora Montspeliaca sistens plantas No. 1850 etc., Editura Benedict Duplain, Lugdunum 1765
- Historia piscium: latina et gallice, Editura Amand König, Argentoratum (Strasbourg) 1770, traduceri din limba latină:
  - Histoire des poissons, Editura Amand König, Strasbourg 1770 (tradus de autor)
  - Des Herrn Anton Gouan ... Geschichte der Fische, Editura Joseph Gerold, Viena 1781 (tradus de baronul Karl von Meidinger)
- llustrationes et observationes botanicae ad specierum historiam facientes, Editura Orel, Gessner Fuesslin et socios, Tiguri (Zürich) 1773
- Nomenclateur botanique, Editura G. Izard et A. Ricard, Montpellier 1795
- Herborisations des environs de Montpellier ou guide botanique, Editura G. Izard et A. Ricard, Montpellier 1796
- Traité de botanique et de matière médicale, Editura , Editura G. Izard et A. Ricard, Montpellier 1804 Bild!!!